# Vila Pavão
Vila Pavão là một đô thị thuộc bang Espírito Santo, Brasil. Đô thị này có diện tích 432,741 km², dân số năm 2007 là 8698 người, mật độ 20,1 người/km².